# John von Neumann
John von Neumann, nascido Margittai Neumann János Lajos (Budapeste, 28 de dezembro de 1903 — Washington, D.C., 8 de fevereiro de 1957) foi um físico-matemático e engenheiro químico húngaro de origem judaica, naturalizado estadunidense.
Contribuiu na teoria dos conjuntos, análise funcional, teoria ergódica, mecânica quântica,  ciência da computação, economia, teoria dos jogos, análise numérica, hidrodinâmica das explosões, estatística e muitas outras áreas da matemática. De fato é considerado um dos mais importantes matemáticos do século XX.
Foi membro do  Instituto de Estudos Avançados de Princeton, Nova Jérsei, do qual também faziam parte Albert Einstein e Erwin Panofsky, quando emigraram para os Estados Unidos, além de Kurt Gödel, Robert Oppenheimer, George F. Kennan e Hermann Weyl. Com Edward Teller e Stanisław Ulam, von Neumann trabalhou em desenvolvimentos chave da Física Nuclear, relacionados com reações termonucleares  e com a bomba de hidrogênio. Participou também do Projeto Manhattan, responsável pelo desenvolvimento das primeiras bombas atômicas.
Foi professor na Universidade de Princeton e um dos construtores do ENIAC. Entre os anos de 1946 e 1953, von Neumann integrou o grupo reunido sob o nome de Macy Conferences, contribuindo para a consolidação da teoria cibernética junto com outros cientistas renomados: Gregory Bateson, Heinz von Foerster, Kurt Lewin, Margaret Mead, Norbert Wiener, Paul Lazarsfeld,  William Ross Ashby, Claude Shannon, Erik Erikson e Max Delbrück, entre outros. Von Neumann faleceu pouco depois, aos 53 anos, vítima de um tumor cerebral.

## Vida
Neumann János Lajos (ou John von Neumann, depois de anglicanizar o seu nome) foi um matemático nascido em Budapeste, no império Austro-Húngaro, a vinte e oito de Dezembro de 1903, no seio de uma rica família judaica, filho de Kann Margit (Margaret Kann) e de Neumann Miksa (Max Neumann), um advogado que trabalhava num banco. Budapeste era uma capital intelectual em expansão, e diz-se que a cidade “Estava quase a produzir uma das suas mais brilhantes gerações de cientistas, escritores, artistas, músicos e úteis milionários expatriados a virem de uma pequena comunidade desde as cidades-estado da Renascença Italiana.”

O pequeno Jancsi (diminutivo para János) teve uma educação elitista e cedo se notou que era um prodígio:
“Aos seis anos, conseguia trocar piadas com o pai em grego clássico. A família Neumann por vezes entretinha os seus convidados com demonstrações da habilidade do Johnny para memorizar agendas telefónicas. Um convidado escolheria uma página e coluna aleatórias da agenda. O pequeno Johnny lia a coluna algumas vezes e devolvia a agenda ao convidado. Podia então responder a qualquer questão que lhe colocassem (quem era o número tal e tal?) ou recitar nomes, endereços e números por ordem.”
Conseguia dividir de cabeça algarismos de oito dígitos, aos oito anos tinha lido os quarenta e quatro volumes da História Universal e trivializado o cálculo e aos 12 tinha lido e entendido o livro Théorie des Fonctions, de Borel. A distinção de von (Margittai, em Húngaro) entra na família em 1913, quando o seu pai foi recompensado pelo seu serviço ao império Austro-Húngaro, tendo Neumann János mudado o seu nome para János von Neumann e posteriormente para o correspondente alemão Johann von Neumann.
Em 1911, com oito anos, entrou no Lutheran Gymnasium, uma das três melhores instituições de Budapeste na altura. Em 1921 os pais mandam-no para a Universidade de Berlim, para estudar engenharia química, e dois anos depois, vai para Zurique. Apesar de von Neumann ter pouco interesse em engenharia química, esta era uma carreira popular que garantia um bom nível de vida (ao qual von Neumann estava habituado), um pouco devido ao sucesso dos químicos alemães entre 1914 e 1918, pelo que o seu pai o encorajou a segui-la. Esteve assim dois anos em Berlim num programa de química, onde assiste também a um curso de física (que incluía física estatística), dado por Albert Einstein; posteriormente fez o exame para entrar no segundo ano de engenharia química no prestigiado Instituto Federal de Tecnologia de Zurique (ETH) - no qual Einstein não tinha conseguido entrar numa primeira tentativa, em 1895, mas sim no ano seguinte.
Durante este tempo de estudo, von Neumann tinha traçado outro plano que estava mais de acordo com os seus interesses. Entre o fim dos seus estudos em Berlim e antes da ida para Zurique, entrou na Universidade de Budapeste como candidato para um doutoramento em matemática. A sua tese de doutoramento foi uma tentativa de axiomatizar a teoria dos conjuntos, desenvolvida por Georg Cantor, que era um assunto em voga na altura, já tendo sido estudado por vários professores, causando algumas dores de cabeça à maioria. Von Neumann fez assim o curso de engenharia química no ETH e, simultaneamente, o seu doutoramento em matemática em Budapeste, tendo obtido notas máximas mesmo em disciplinas às quais quase nunca assistia. Depois de acabar a sua tese, logo após obter a licenciatura pelo ETH, passou nos exames finais com distinção.
Por essa altura, conhece David Hilbert, um matemático que viria a ter grande influência no seu trabalho. George Pólya admitiu, a propósito da velocidade de raciocínio de von Neumann, que ele era “O único aluno de quem alguma vez teve medo. Se no decorrer de uma aula falasse de um problema por resolver, o mais provável era que ele viesse ter comigo no final, com a solução completa escrita em alguns rabiscos num bocado de papel.”

Em 1926 tornou-se então no mais novo Privatdozent na história da Universidade de Berlim, tendo aí leccionado até 1929, e depois em Hamburgo de 1929 a 1930, altura em que emigrou para os Estados Unidos com a sua mãe e irmãos. Por esta altura, von Neumann tinha atingido o estatuto de celebridade, como William Poundstone constata em:
“Aos vinte e poucos anos, a fama de von Neumann tinha-se espalhado mundialmente na comunidade matemática. Em conferências académicas, ele ver-se-ia apontado como um jovem génio”.
Uma vez nos EUA, mudou Johann para John mas manteve o apelido aristocrático austríaco von Neumann, ao passo que os seus irmãos adoptaram os apelidos Vonneumann e Neumann (usando apenas o título de von para certas cerimónias). Também por essa altura se converte ao Catolicismo de modo a poder casar com Marriette Kövesi.
Tinha uma memória prodigiosa, lembrando-se de tudo quanto tinha aprendido, sendo, por exemplo, um perito em história Bizantina, e sabendo detalhes do julgamento de Joana d’Arc ou de batalhas da guerra civil americana. Sobre a lista telefónica de Manhattan, disse uma vez que sabia todos os números de lá, mas que para poder dispensar a lista, só precisava de saber a que nome é que cada número correspondia. Era profundamente hedonista, gostava de comer e beber bem, levava um estilo de vida extravagante, promovendo grandes festas que terminavam muito tarde: “Festas e vida nocturna produziam um apelo especial para von Neumann. Enquanto ensinava na Alemanha, von Neumann tinha sido um habitué do circuito de vida noctura de Berlim na era do Cabaret.
“As festas em casa de von Neumann eram frequentes, famosas, e longas."
Conduzia de maneira perigosa (a ler um livro, por exemplo) o que frequentemente resultava em acidente. Certo dia relatou o acidente da seguinte maneira: “As árvores à direita estavam a passar por mim de uma maneira ordenada, a 60 milhas por hora. De repente, uma delas atravessou-se no meu caminho!”
Também não se inibia de contar piadas insensíveis nem de olhar persistentemente para as pernas de mulheres jovens, tendo as secretárias em Los Alamos chegado ao ponto de tapar os lados das suas mesas com cartolinas.
Ainda em 1930, von Neumann foi convidado para Princeton e em 1933 foi, juntamente com Albert Einstein, Kurt Gödel, James Waddell Alexander, Marston Morse, Oswald Veblen e Hermann Weyl, seleccionado para a primeira faculdade de matemática do Institute for Advanced Study, onde foi professor até à data da sua morte, tendo-se-lhes juntado outros notáveis cientistas e matemáticos como Enrico Fermi e Eugene Paul Wigner.

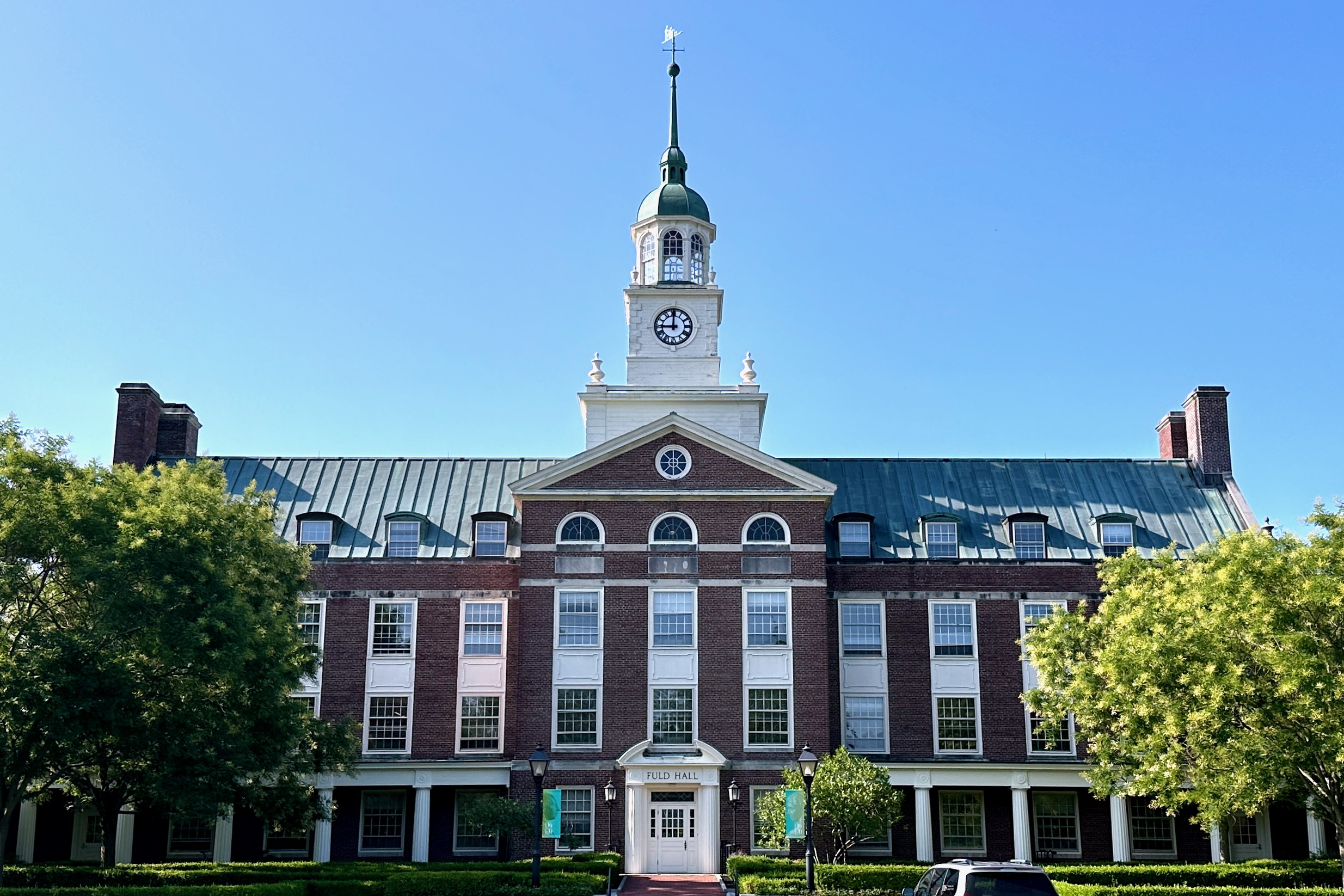
Fuld Hall, sede do Instituto de Estudos Avançados de Princeton.

Como Stanisław Ulam constata, o ensino não era o seu ponto forte: “A sua linha de raciocínio fluida era difícil de seguir para aqueles menos dotados. Ele destacava-se por escrevinhar equações num pequeno espaço livre do quadro e por apagar expressões antes que os alunos as pudessem copiar. "Apesar disto, era-lhe fácil explicar ideias complexas: “Para um homem para quem matemáticas complicadas não apresentavam dificuldade, ele podia explicar as suas conclusões aos não-iniciados com lucidez surpreendente. Depois de uma conversa com ele, uma pessoa tinha sempre a sensação que o problema era simples e transparente.”
Em 1937 divorciou-se de Marriette Kövesi, para, no ano seguinte, se casar com Klara Dan. Esta, sobre os seus hábitos de trabalho disse que “ele escrevia sempre em casa, durante a noite ou ao amanhecer. A sua capacidade de trabalho era praticamente ilimitada”. Segundo Halmos, von Neumann era um trabalhador incansável, chegando cedo ao seu gabinete, saindo tarde e nunca perdendo tempo. Era também muito sistemático e meticuloso. Por exemplo, ao ler um manuscrito, ele anotaria na primeira página os números das páginas em que encontrara erros, e depois o número de erros de cada página. Ainda sobre o método de trabalho de von Neumann, Halmos salienta a coragem matemática: “…enquanto que alguns matemáticos, se na procura de um contra-exemplo encontrassem uma série infinita com muitas exponenciais de expoentes quadráticos, prefeririam recomeçar e procurar outro contra-exemplo, von Neumann diria “ah, sim… uma função teta…” e mergulharia nas contas. Não tinha medo de nada."

Em 1956 foi-lhe diagnosticado cancro ósseo ou pancreático, possivelmente contraído devido a exposição à radioactividade enquanto observava os testes da bomba atómica no Oceano Pacífico ou num trabalho posterior sobre armas nucleares em Los Alamos. O cancro evoluiu para o cérebro, impedindo qualquer actividade mental.
“Quando von Neumann percebeu que estava incuravelmente doente, a sua lógica forçou-o a perceber que ia cessar de existir, e por conseguinte, de ter pensamentos… Destroçava o coração ver a frustração da sua mente, quando toda a esperança se foi, na sua luta contra o destino que parecia ser inevitável mas inaceitável. O sentido de invulnerabilidade de von Neumann, ou simplesmente o desejo de viver, estava a debater-se contra factos inalteráveis. Ele parecia ter um grande medo da morte até ao fim… Nenhum sucesso e nenhuma quantidade de influência o podiam salvar agora, como sempre tinham feito no passado. Johnny von Neumann, que tinha sabido como viver intensamente, não sabia como morrer.
“… a sua mente, o amuleto no qual sempre tinha podido confiar, estava-se a tornar menos confiante. Então veio a quebra psicológica completa; pânico, gritos de terror incontrolável todas as noites. O seu amigo Edward Teller disse, “Acho que von Neumann sofreu mais quando a sua mente deixou de funcionar do que alguma vez vi um ser humano sofrer.”
Morreu sob segurança militar (uma maneira de impedir que revelasse quaisquer segredos militares enquanto estava fortemente medicado), a 8 de Fevereiro de 1957.

## Lógica
No início do século XX, a teoria dos conjuntos ainda não tinha sido formalizada e estava em crise devido ao paradoxo de Bertrand Russell, e a axiomatização da matemática, sobre o modelo dos Elementos de Euclides, estava a atingir novos níveis de rigor, particularmente na aritmética e na geometria.
Ernst Zermelo e Abraham Fraenkel  resolveram parcialmente este problema, formulando princípios que permitiam a construção de todos os conjuntos usados na matemática, mas não excluíam a possibilidade de existirem conjuntos que pertencessem a eles mesmos.
Na sua tese de doutoramento, apresentada em 1925, von Neumann demonstrou como era possível excluir esta possibilidade de duas maneiras complementares: a noção de classe e o axioma da fundação (um dos axiomas da teoria dos conjuntos de Zermelo-Frankel).
Uma aproximação ao problema foi pelo uso da noção de classe: define-se como conjunto uma classe que pertence a outras classes, enquanto que uma classe própria é uma classe que não pertence a nenhuma outra classe. De acordo com os axiomas da teoria de Zermelo-Frankel, não é possível a construção de um conjunto que contenha todos os conjuntos que não pertencem a si mesmos. Pelo contrário, usando a noção de classe, a classe de todos os conjuntos que não pertencem a si mesmos pode ser construída, não sendo, no entanto, um conjunto, mas sim uma classe própria. Por exemplo, o substantivo "substantivo" pertence à classe dos substantivos, por contraste ao substantivo "adjetivo", que não pertence a esta classe.
A outra aproximação ao problema é conseguida pelo axioma da fundação, que diz que todo o conjunto pode ser construído a partir da base, numa sucessão ordenada de passos, de tal modo que se um conjunto pertence a outro, então o primeiro tem necessariamente de vir antes do segundo na sucessão (o que exclui a possibilidade de um conjunto pertencer a si mesmo). Para demonstrar que este axioma não estava em contradição com os outros, von Neumann criou um novo método de demonstração que se tornou numa ferramenta fundamental na teoria dos conjuntos, o método dos modelos interiores.
Aplicações destas ideias de von Neumann podem ser vistas na definição do Universo de von Neumann (uma classe V de todos os conjuntos, que é a união de conjuntos Vx, em que x percorre todos os números ordinais) e na definição de número ordinal, como um conjunto que satisfaz determinadas propriedades bem simples.
Desta maneira, o sistema axiomático da teoria dos conjuntos tornou-se completamente satisfatório, e a pergunta que pairava era se esta axiomática era ou não definitiva, e se estava ou não sujeita a melhoria. A resposta a esta questão surgiu em Setembro de 1930, no Congresso de Matemática de Köningsberg, no qual Gödel anunciou o seu primeiro teorema da incompletude (os sistemas axiomáticos usuais são incompletos, uma vez que não podem provar todas as verdades que sejam expressas na sua linguagem). Menos de um mês depois, von Neumann informou Gödel de uma consequência do seu teorema: os sistemas axiomáticos usuais são incapazes de demonstrar a sua própria consistência. Contudo, Gödel já o tinha concluído de modo independente, pelo que este resultado é o chamado segundo teorema de Gödel, sem referência a von Neumann.
Von Neumann tinha uma grande admiração por Gödel, e era frequente elogiá-lo de maneira entusiástica:
“O feito de Kurt Gödel na lógica moderna é singular e monumental – na verdade é mais do que um monumento, é um marco que se manterá visível longe no espaço e no tempo. […] O tema da lógica tem certamente mudado por completo a sua natureza e possibilidades com o feito de Gödel.” E quando lhe perguntaram porque não se referia ao trabalho de Ramsey, que seria conhecido para alguém que se interessasse pelo campo da lógica, respondeu que depois de Gödel ter publicado os seus artigos sobre a indecidibilidade e incompletude da lógica, não tinha lido mais nenhum artigo sobre lógica simbólica. Noutra altura, numa entrevista intitulada “The Mathematician”, disse, a respeito do trabalho de Gödel:
“Isto aconteceu durante a nossa vida, e eu sei como os meus valores sobre a verdade matemática absoluta mudaram, de maneira humilhantemente fácil, durante este acontecimento, e como eles mudaram três vezes em sucessão!”

Devido a este fascínio por Gödel e pelo seu trabalho, afigura-se bastante natural que tenha escolhido a lógica para tese de doutoramento. Tal como Stanisław Ulam diz:
“No seu trabalho de juventude, estava preocupado não só com a lógica matemática e a axiomatização da teoria dos conjuntos, mas, simultaneamente, com a substância da teoria dos conjuntos, obtendo resultados na teoria da medida e na teoria das variáveis reais.”

## Mecânica quântica
A mecânica quântica trata da natureza das partículas atómicas e das leis que regem as suas acções. Várias teorias da mecânica quântica começaram a aparecer para justificar as discrepâncias observadas quando se usava apenas a física Newtoniana para descrever as observações das partículas atómicas.
Uma destas observações diz respeito ao comprimento de onda da luz que os átomos podem absorver e emitir. Por exemplo, os átomos de hidrogénio absorvem energia para comprimentos de onda de 656,3 nm, 486,1 nm, 434 nm ou 410,2 nm, mas não para comprimentos de onda intermédios. Isto contrariava os princípios da física do fim do século XIX, segundo os quais um electrão que orbita um núcleo num átomo deve irradiar em todos os comprimentos de onda de luz, perdendo energia e rapidamente caindo no núcleo. Como tal facto não foi observado, Max Planck introduziu uma nova teoria que dizia que a energia só podia ser emitida em quantidades definidas. Isto levou a duas teorias descritivas da natureza do átomo (este apenas poderia emitir e absorver energia em quanta específicos), que competiam entre si.
Uma delas, desenvolvida por Erwin Schrödinger sugeria que o elétron no hidrogênio é semelhante a uma corda num instrumento musical. Tal como uma corda, que emite um tom específico juntamente com harmónicas, assim um electrão deveria ter um certo “tom” no qual emitiria energia. Usando esta teoria, Schrödinger desenvolveu uma equação de onda que predizia correctamente os comprimentos de onda nos quais o hidrogénio emitiria.
A outra teoria foi desenvolvida por físicos em Göttingen, incluindo Werner Heisenberg, Max Born e Pascual Jordan, centrava-se na posição e momento de um electrão num átomo. Eles diziam que estes valores não eram directamente observáveis (apenas a luz emitida pelo átomo podia ser observada) e assim podiam comportar-se de maneira muito diferente do movimento de uma partícula na física Newtoniana. Teorizavam que os valores da posição e momento deviam ser descritos por construções matemáticas que não os números usuais.
No final da década de 20, rapidamente se descobriu que estas duas aproximações, aparentemente muito diferentes, não eram mais do que duas formulações do mesmo princípio.
Em 1900, no Congresso Internacional de Matemáticos, David Hilbert tinha apresentado a sua famosa lista de 23 problemas que considerava fulcrais para o desenvolvimento da matemática no século XX. O sexto problema era a axiomatização de teorias físicas. No final da década de 20, a única área da física que ainda não tinha sido axiomatizada era a mecânica quântica, que se encontrava numa situação semelhante à da teoria dos conjuntos no início do século XX, enfrentando problemas se ordem filosófica e técnica: se por um lado o seu aparente não-determinismo ainda não tinha sido explicado de maneira determinística, por outro existiam as duas teorias heurísticas independentes referidas acima (a matrix mechanical de Heisenberg e wave mechanical de Schrödinger) mas não havia uma formulação teórica unificada que fosse satisfatória.
Von Neumann queria descobrir o que estas duas teorias tinham em comum, e através de uma aproximação matemática mais rigorosa, queria encontrar uma nova teoria mais poderosa e fundamental que as outras duas.
Assim, depois de terminar a axiomatização da teoria dos conjuntos, von Neumann dedicou-se à axiomatização da mecânica quântica. Em 1926, percebeu que um sistema podia ser considerado um ponto num espaço hilberteano, análogo à dimensão 6N do espaço de fase da mecânica clássica (N é o número de partículas, com três coordenadas gerais e 3 momentos canónicos para cada), mas com infinitas dimensões, correspondentes aos infinitos estados possíveis do sistema. A física tradicional podia assim ser representada por operadores lineares nestes espaços, e a física da mecânica quântica foi reduzida a matemática de operadores hermiteanos em espaços de Hilbert.
Tomemos como exemplo o princípio de incerteza de Heisenberg. De acordo com ele, a determinação da posição de uma partícula impede a determinação do seu momento e vice-versa. Sob a aproximação matemática proposta por von Neumann, que culminou na publicação em 1932 de The Mathematical Foundations of Quantum Mechanics, esta situação é traduzida na não-comutatividade de dois operadores correspondentes e inclui os casos especiais das formulações de Heisenberg e Schrödinger. Nesse livro está demonstrado um teorema segundo o qual a mecânica quântica não pode ser deduzida a partir de uma teoria determinística como era usual na mecânica clássica. Apesar de tal demonstração conter um erro conceptual, serviu para lançar uma nova linha de pesquisa que levou à demonstração de que a física quântica requer uma noção da realidade substancialmente diferente da física clássica. Num trabalho complementar juntamente com Garrett Birkhoff, von Neumann provou também que para além de uma noção de realidade diferente, a mecânica quântica precisa também de uma lógica diferente da clássica, a lógica quântica, que é geralmente apresentada como uma versão modificada da lógica proposicional.
Um exemplo disso é o caso dos fotões que atravessam filtros. Um fotão não pode passar através de dois filtros consecutivos que estejam polarizados perpendicularmente, e, consequentemente, se se acrescentar um outro filtro (antes ou depois) polarizado diagonalmente, o fotão não o atravessará. No entanto, se o filtro for acrescentado entre os outros dois, o fotão passará. Também foi demonstrado que as leis distributivas da lógica clássica, {\displaystyle P\vee (Q\wedge R)=(P\vee Q)\wedge (P\vee R)} e {\displaystyle P\wedge (Q\vee R)=(P\wedge Q)\vee (P\wedge R)}, não são válidas para a mecânica quântica, pois, a disjunção quântica, ao contrário da disjunção clássica, pode ser verdadeira mesmo quando os dois elementos são falsos, e isto, por sua vez, deve-se ao facto de frequentemente um par de alternativas ser determinado semânticamente, ao passo que cada um dos elementos (na mecânica quântica, posição ou momento de uma partícula) é necessariamente indeterminado.
Para se perceber melhor esta última propriedade apresentam-se dois exemplos, sendo o primeiro substancialmente mais simples.
Seja X uma partícula que se move em linha recta, p a afirmação “X está a mover-se para a direita”, q a afirmação “X está para a esquerda da origem” e r a afirmação “X está para a direita da origem”. Sabemos que {\displaystyle q\vee r} é verdadeira, pelo que {\displaystyle p\wedge (q\vee r)} também é verdadeira. Por outro lado, de acordo com certas interpretações do princípio de incerteza, quer {\displaystyle p\wedge q} quer {\displaystyle p\wedge r} são falsas. Então, {\displaystyle (p\wedge q)\vee (p\wedge r)} é falsa. Falha assim a lei distributiva.
Suponha-se, numa outra situação, que se está a lidar com partículas de momento angular semi-integral, como os electrões, para os quais há apenas dois valores possíveis: positivo ou negativo. Então, o princípio de indeterminação diz que o spin relativo a duas direcções distintas resulta num par de quantidades incompatíveis. Suponha-se que o estado Φ de um dado electrão verifica a proposição “O spin na direcção x é positivo” (A). Pelo princípio de indeterminação, o valor do spin na direcção y será totalmente indeterminado para Φ, visto que a direcção segundo x do spin está determinada. Assim sendo, Φ não pode verificar a proposição “O spin na direcção y é positivo” (B) nem “O spin na direcção y é negativo” (C), pois não se sabe qual destas é válida. No entanto, a disjunção das proposições “O spin na direcção y é positivo ou o spin na direcção y é negativo” ({\displaystyle B\vee C}) tem de ser verdadeira para Φ, uma vez que existe spin nessa direcção.
A propósito do contributo de von Neumann para a mecânica quântica, van Hove escreve em: “A mecânica quântica foi, de facto, muito sortuda por atrair, nos primeiros anos após a sua descoberta em 1925, o interesse de um génio matemática da estatura de von Neumann. Como resultado, o enquadramento matemático da teoria foi desenvolvido e os aspectos formais das suas completamente novas regras de interpretação foram analisadas uma a uma por apenas um homem em dois anos (1927-1929)”
John von Neumann formalizou o projeto lógico de um computador. Em sua proposta, von Neumann sugeriu que as instruções fossem armazenadas na memória do computador. Até então elas eram lidas de cartões perfurados e executadas, uma a uma. Armazená-las na memória, para então executá-las, tornaria o computador mais rápido, já que, no momento da execução, as instruções seriam obtidas com rapidez eletrônica, uma vez que os cartões perfurados já estariam inseridos na máquina(computador). A maioria dos computadores de hoje em dia segue ainda o modelo proposto por von Neumann. Esse modelo define um computador seqüencial digital em que o processamento das informações é feito passo a passo, caracterizando um comportamento determinístico (ou seja, os mesmos dados de entrada produzem sempre a mesma resposta).

## Armamento
Entre os seus muitos interesses, von Neumann gostava de matemática aplicada e desenvolveu um particular interesse por explosivos. Tal interesse levou-o a ser consultado várias vezes em assuntos militares, principalmente para a marinha. Em 1943 o governo dos Estados Unidos continuava a recrutar génios, para produzirem o que muitos viam como um mal necessário (independentemente das convicções mais ou menos pacifistas e do respeito que a vida humana pudesse merecer, havia, na altura, uma grande ameaça a esses mesmos valores - nazismo - que era necessário combater, e, se possível, erradicar. Daí a colaboração de tantos cérebros em programas de armamento, incluindo o da bomba atómica). Como tal, von Neumann foi contratado. As suas duas maiores contribuições foram a matematização do desenvolvimento do projecto e a ajuda no desenvolvimento da bomba de implosão. Os cientistas que trabalhavam em Los Alamos estavam habituados a fazer experiências científicas, mas não se podem fazer muitas experiências quando se desenvolvem armas de destruição em massa. Precisavam, portanto, de uma maneira de predizer o que ia acontecer naquelas reacções sem as realizar. Von Neumann fez então parte da equipa que inventou a modelagem matemática moderna, e aplicou as suas capacidades em todos os níveis, quer a ajudar os oficiais superiores a tomar decisões lógicas quer a resolver os cálculos complicados dos escalões mais baixos.
As bombas atómicas lançadas eram de dois tipos distintos: uma usava urânio-235 como material de fissão, a outra, o plutónio. Uma reacção em cadeia atómica ocorre quando o material de fissão presente na bomba atinge a massa ou densidade críticas. Na bomba de urânio-235, uma grande massa de urânio-235, ainda abaixo da massa crítica, seria bombardeada com outra massa de urânio-235. A combinação das massas chegaria à massa crítica, onde uma fissão nuclear descontrolada ocorreria. Sabia-se que este processo funcionava e o procedimento era relativamente simples, sendo a parte mais difícil a obtenção do urânio-235, que tinha de ser separado de outros isótopos de urânio, quimicamente semelhantes. Por seu lado, o plutónio pode ser separado usando meios químicos, pelo que a produção de bombas baseadas em plutónio progrediu mais rapidamente. Contudo, o plutónio não podia atingir a massa crítica da mesma maneira, tinha de ser através da implosão. Neste método, uma massa de plutónio é totalmente cercada por explosivos potentes que são detonados simultaneamente, fazendo com que a massa seja comprimida até níveis supercríticos e exploda.
Exemplos de bombas de plutónio são Trinity Test Device (detonada como teste a 16 de Julho de 1945, perto de Alamogordo) ou a Fat Man, lançada sobre Nagasaki a 9 de Agosto do mesmo ano. Uma bomba de urânio é a Little Boy, lançada a 6 de Agosto sobre Hiroshima.
Uma das suas descobertas neste campo foi que bombas grandes são mais devastadoras quando detonadas acima do solo, devido à força das ondas de choque. Bons exemplos desta descoberta foram as bombas detonadas sobre Hiroshima e Nagasaki, à altitude que von Neumann calculou que produziria o maior dano. Após a guerra, Robert Oppenheimer  fez notar que os físicos envolvidos no Projecto Manhattan tinham “conhecido o pecado”, ao que von Neumann respondeu que “às vezes uma pessoa confessa um pecado de modo a obter algum crédito por ele”. Posto isto, von Neumann continuou imperturbável o seu trabalho e foi, juntamente com Edward Teller, um dos apoiantes do projecto sobre a bomba de hidrogénio. Colaborou também com o espião Klaus Fuchs e juntos desenvolveram uma patente secreta sobre Improvement in Methods and Means for Utilizing Nuclear Energy a qual delineava um esquema para usar uma bomba de fissão para comprimir combustível de fusão que por sua vez iniciaria uma reacção termonuclear. Apesar de não ser a chave para a bomba de hidrogénio, pensava-se que seria um passo na direcção certa.

## Computação
John von Neumann propôs que as instruções, lidas na época por cartões perfurados, fossem gravadas na memória do computador; o que faria sua execução e leitura mais rápidas, uma vez que se davam eletronicamente.

Neumann contribuiu para a construção dos computadores de forma grandiosa, pois, ainda hoje a maioria destas máquinas seguem o modelo inventado pelo mesmo.
“Em meados da década de 30, John estava fascinado pelo problema da turbulência hidrodinâmica. Foi então que tomou consciência dos mistérios subjacentes ao tema das equações diferenciais parciais não lineares. O seu trabalho, desde o início da Segunda Guerra Mundial, foca o estudo das equações da hidrodinâmica e da teoria dos choques. Os fenómenos descritos por estas equações não lineares são analiticamente estranhos e desafiam mesmo a visão qualitativa dos métodos presentes. O trabalho numérico parecia-lhe o caminho mais promissor para obter uma ideia do comportamento destes sistemas. Isto impeliu-o a estudar as novas possibilidades da computação em máquinas electrónicas."
O projecto da bomba de hidrogénio teve, portanto, uma grande importância no desenvolvimento da computação, uma vez que von Neumann e Stanisław Ulam desenvolveram simulações no computador digital de von Neumann, usado para computações hidrodinâmicas. Durante esse período, contribuiu para o desenvolvimento do método de Monte Carlo, que permitia a aproximação de problemas complexos através de números aleatórios. Uma vez que usar listas de números aleatórios verdadeiros tornava o ENIAC extremamente lento, von Neumann desenvolveu uma maneira de criar números pseudo-aleatórios, usando o método do quadrado médio (na verdade, este não é um método muito eficaz, pois o seu período é muito curto e tem defeitos graves. Von Neumann estava consciente destes defeitos do método, mas para os seus objectivos o método era rápido e os seus erros fáceis de detectar.)
Logo após von Neumann ter se interessado pelo ENIAC, a escola Moore solicitou e recebeu um contrato para o desenvolvimento de um computador mais potente, denominado EDVAC. Enquanto era consultor da Moore School of Electrical Engineering sobre o EDVAC (Electronic Discrete Variable Automatic Calculator), um dos primeiros computadores electrónicos binários e sucessor do ENIAC, von Neumann escreveu um artigo intitulado First Draft of a Report on the EDVAC, no qual propunha um computador composto por uma estrutura simples mas fixa com um controlo programado, que seria capaz de executar qualquer comando sem haver necessidade de se alterar o hardware (a sua ideia era a técnica do programa-guardado).
O relatório sobre o EDVAC se tornou um dos primeiros documentos a descrever a disposição interna e os princípios de funcionamento dos computadores modernos. Ao assinar tal relatório com o seu nome de matemático prestigiado, von Neumann conferiu-lhe uma audiência e uma legitimidade inesperadas, muito úteis para obter os créditos militares, mas, ao mesmo tempo, atribuiu a si próprio toda a glória da invenção do computador. Ainda que tenha sido um personagem importante na história da computação, a atribuição desse mérito a von Neumann ignora o trabalho de seus colaboradores, contemporâneos e até predecessores, que igualmente trabalharam no desenvolvimento do computador.”
Sugeria a existência de uma instrução máquina, chamada conditional control transfer, que permitia a interrupção e reinício do programa em qualquer ponto da computação. Sugeria igualmente guardar programas na mesma unidade de memória que os dados, o que permitiria que as instruções fossem aritmeticamente modificadas do mesmo modo que os dados. Uma unidade central de processamento, composta pela unidade de controlo e por uma ou mais unidades de execução, extrairia quer dados quer instruções da memória, operando sobre elas e devolvendo-as de novo à memória. O resultado era muito mais rápido, a programação e computação mais eficientes, pois permitiam que as instruções fossem escritas como sub-rotinas que não requeriam uma nova programação para cada novo problema (as rotinas mais longas podiam ser alteradas por partes, sendo os resultados intermédios guardados na memória e sendo usados para o resultado final).
Quer a implementação das componentes físicas independentes, quer as interacções entre elementos, têm variado ao longo do tempo, dependendo das tecnologias de fabrico, mas a sua arquitectura mantém-se. Tal arquitectura de memória única tornou-se conhecida como arquitectura de von Neumann, apesar de a sua concepção ter envolvido J. Presper Eckert ou John William Mauchly, inventores do ENIAC, e é utilizada em quase todos os minicomputadores, microcomputadores e computadores domésticos. Para além da criação de uma nova arquitectura de computadores, von Neumann também criou os autómatos celulares sem a ajuda de computadores: nos anos 1940,  estudava sistemas auto-replicativos e enfrentava algumas dificuldades em explicitar o modelo inicial de um robot que fosse capaz de se copiar sozinho a partir de um conjunto de peças separadas. Stanisław Ulam, colega de von Neumann que na altura modelava o crescimento de cristais usando uma grelha, sugeriu-lhe que se inspirasse nos seus trabalhos para ultrapassar o problema. Baseando-se numa grelha bidimensional na qual cada célula podia estar num de 29 estados distintos, von Neumann criou um modelo matemático abstracto para o seu problema, um “copiador e construtor universal”, que se tornou no primeiro autómato celular auto-replicante. Uma vez mais se comprova que von Neumann ia inventando a matemática à medida das suas necessidades e dá crédito ao que diziam sobre ele: “Matemáticos em geral, provam o que são capazes de provar. Von Neumann prova o que quer.”
Aplicando esta descoberta ao seu gosto por explosivos, von Neumann provou que a maneira mais eficaz de realizar operações mineiras como minar uma lua inteira ou uma cintura de asteroides seria usar máquinas auto-replicativas, aproveitando o seu crescimento exponencial.
Von Neumann foi um dos pioneiros da computação, tendo feito grandes contribuições para o desenvolvimento do design lógico, que Shannon resume do seguinte modo:
“Von Neumann passou parte considerável dos seus últimos anos de vida a trabalhar na teoria dos autómatos. Representava para ele uma síntese do seu interesse inicial em lógica e teoria das demonstrações, e do seu posterior trabalho, durante e após a Segunda Guerra Mundial, em computadores electrónicos em larga escala. Envolvendo uma mistura de matemática pura e aplicada bem como outras ciências, a teoria dos autómatos era um campo ideal para o intelecto abrangente de von Neumann. Ele trouxe-lhe várias perspectivas novas e abriu pelo menos duas novas direcções de pesquisa.”
Ainda no campo da ciência da computação, Donald Knuth cita von Neumann como o inventor do algoritmo Mergesort, em 1945, cujo objectivo é criar uma sequência ordenada a partir de outras duas já ordenadas. Para tal, divide-se a sequência original em pares de dados, e ordena-se. Depois, agrupa-se em sequências de quatro elementos, e assim por diante até a sequência original estar separada em apenas duas partes. Este é um exemplo de algoritmo de ordenação do tipo “dividir-para-conquistar”, cujos passos do algoritmo são:
1. A sequência a ordenar é dividida em duas;
2. Conquistar: cada uma das metades é ordenada independentemente;
3. Combinar: as duas metades são juntas numa sequência ordenada.

O seu algoritmo para simular uma moeda equilibrada usando uma moeda viciada é usado na etapa de Software Whitening de alguns geradores de números aleatórios.
Também se aventurou na resolução de problemas na hidrodinâmica numérica e com R.D. Richtmyer desenvolveu um algoritmo sobre viscosidade artificial que contribuiu para a compreensão das ondas de choque. Sem esse trabalho, provavelmente não compreenderíamos muita da astrofísica actual e não teríamos desenvolvido os motores de jacto e de foguete. A viscosidade artificial foi um truque matemático usado para atenuar ligeiramente a transição de choque, uma vez que os computadores, ao resolverem problemas de hidrodinâmica ou aerodinâmica, têm tendência para por demasiados pontos na grelha em regiões de descontinuidade acentuada (ondas de choque).

## Teoria de jogos
A teoria dos jogos é um ramo da matemática que estuda situações de conflito de diversos tipos (sociais, econômicos, políticos, militares, éticos, filosóficos, jornalísticos, etc.) de acordo com um modelo escolhido, cujas regras são mais ou menos rígidas, e mais ou menos conhecidas pelos jogadores. Assim, estes escolhem diferentes ações para tentarem melhorar o seu retorno. Von Neumann tinha uma “impressionante consciência dos resultados obtidos por outros matemáticos e as possibilidades inerentes que ofereciam. Cedo no seu trabalho, um artigo de Borel sobre a propriedade minimax levou-o a desenvolver … ideias que culminaram numa das suas mais originais criações, a teoria de jogos”.
Em 1940, von Neumann escreveu o seu primeiro artigo relevante sobre jogos, intitulado Theory of Games I, general foundations, cujo objectivo era, segundo os autores, “mostrar adequadamente que os problemas típicos do comportamento económico são rigorosamente idênticos às soluções matemáticas de certos jogos de estratégia”, que foi rapidamente seguido por um segundo artigo, Theory of Games II, decomposition theory, tentando sintetizar o seu trabalho sobre teoria de jogos. Já anteriormente tinha escrito Zur Theorie der Gesellschaftsspiele, em 1928 e em 1937 A Model of General Economic Equilibrium.
Em 1944, com a publicação por John von Neumann e Oskar Morgenstern de Theory of games and Economic Behavior, este ramo da matemática ganhou uma maior proeminência. É muito usado em economia, para procurar estratégias em situações em que o resultado não depende apenas da estratégia própria de um agente e das condições de mercado, mas também das estratégias escolhidas por outros agentes (que tendem a maximizar o seu próprio retorno) ou para examinar a concorrência e cooperação dentro de pequenos grupos de empresas. Assim, um jogo pode ser definido como um conflito envolvendo ganhos e perdas entre dois ou mais oponentes que seguem regras formais. O primeiro capítulo deste livro fornece um contexto económico para a teoria de jogos, e os autores, baseando-se na análise de Bernoulli, estabelecem um sistema de axiomas para uma ferramenta numérica, conhecida como a função de utilidade  de von Neumann–Morgenstern, o que representa um grande avanço na construção da teoria geral, particularmente sob risco e situações de incerteza, uma vez que conseguiram estruturar matematicamente a noção de que cada indivíduo escolhe uma alternativa de acordo com uma certa probabilidade, de modo a maximizar a utilidade. Outra importante contribuição desta publicação é o conceito de equilíbrio económico estático, pois, apesar da sua aplicação depender do modelo, não exige “regras do jogo” particulares (as ideias de Borel estavam limitadas a exemplos isolados, ou, na melhor das hipóteses, a jogos de soma nula, de dois jogadores, com matrizes de payoff simétricas). Assim, a solução de equilíbrio de von Neumann e Morgenstern, ao contrário de tratamentos anteriores, não depende da competição perfeita ou até mesmo dos contextos do mercado, que limitavam a interacção.
A solução de von Neumann e Morgenstern depende do conceito de “domínio”; isto significa que os jogadores excluem estratégias que serão desvantajosas para eles. A aplicação deste conceito depende dos objectivos dos jogadores e das “regras do jogo” definidas. Este conceito de solução aplica-se a problemas de optimização individual, jogos cooperativos e jogos da política; neste contexto, a solução não é apenas uma única imputação, mas um conjunto de imputações, sendo cada um estável, no sentido em que nenhuma das imputações que o compõem domina as outras, e cada uma fora de um conjunto é dominada por pelo menos uma imputação dentro. O conceito de solução proposto por ambos os autores não era nem óptimo nem, em geral, exclusivo.
Tem-se observado que, ao contrário de vários teorizadores de jogos actuais, von Neumann e Morgenstern se sentiam atraídos pela multiplicidade de soluções de equilíbrio, em vez de perturbados.

A sua teoria não prediz que solução irá ser observada ou que imputação será obtida dentro de cada solução. Uma solução pode estar correlacionada com um comportamento standard ou instituições que governam uma organização social num momento particular. Deste modo, contrariamente a outras aproximações, há um vasto leque de indeterminismo, e, citando Philip Wolfe:
“Von Neumann realçou que a enorme variedade de soluções que podem ser observadas para jogos de n-jogadores não era surpreendente devido à correspondente enorme variedade de estruturas sociais estáveis observadas; muitas convenções diferentes podem perdurar, existindo hoje por nenhuma razão melhor de que elas estavam cá ontem.”
Apesar de todas as contribuições de Theory of Games and Economic Behavior, a sua contribuição mais significativa para a economia foi, provavelmente, a sistematização da teoria de jogos como um ramo da teoria da escolha. O primeiro passo no desenvolvimento da teoria de jogos envolve a construção de uma descrição formal e matemática do jogo. Von Neumann e Morgenstern foram os primeiros a descrever os jogos como uma classe, a delimitar a estrutura de informação de um jogo, a desenhar uma árvore do jogo e a definir a solução de um jogo. Houve autores como Cournot que já tinham analisado problemas que seriam mais tarde reconhecidos como parte da teoria de jogos, mas foram von Neumann e Morgenstern que estabeleceram a teoria de jogos como um campo autónomo e distinto.
Devido à sua aversão à matemática, os economistas deram uma resposta bastante negativa ao trabalho de von Neumann e Morgenstern, bem como à sua visão crítica de trabalhos proeminentes sobre teoria económica mais convencional. A melhor resposta ao seu trabalho veio da comunidade académica de matemáticos aplicados de Princeton, que se mostraram especialmente receptivos à importância da teoria da decisão estatística, e de estrategas da corporação RAND e do departamento de pesquisa naval. Ainda que tenha sido negligenciado à partida, a longo prazo Theory of Games and Economic Behavior exerceu uma enorme influência na economia, pois libertou a economia do cálculo diferencial, e levou o estudo económico para novas direcções tais como a conexão entre o núcleo e o equilíbrio competitivo geral.
O exemplo mais clássico de um jogo é o dilema do prisioneiro, criado por Albert Tucker em 1950, geralmente explicado através de uma história, apesar de não se limitar a esta situação, pois a dinâmica subjacente pode ser usado para descrever qualquer tipo de fenómenos. A história do jogo é então a seguinte:
Dois homens, A e B, são presos depois de um assalto armado. A polícia tem provas suficientes para acusar os dois do roubo do carro de fuga, mas não as suficientes para os acusar do assalto propriamente dito. Contudo, se a polícia conseguir uma confissão de algum dos dois assaltantes, poderá condenar ambos por assalto à mão armada. Assim, a polícia fecha os homens em celas separadas e faz a mesma oferta a ambos:
Se A confessar e B não disser nada, então A irá em liberdade e B será acusado de roubo e condenado a 10 anos de prisão. Claro que a mesma proposta também foi apresentada a B: se este confessar e A não disser nada, é A que será condenado a 10 anos de prisão.
Se ambos confessarem, recebem ambos 7 anos de prisão.
Se nenhum deles confessar, então recebem ambos 2 anos de prisão pelo roubo do carro. Os dois prisioneiros são deixados a pensar na decisão a tomar, sem terem contacto um com o outro. A questão que se coloca é: o que é que cada assaltante escolherá?
Assumindo que cada um age de acordo com o seu interesse pessoal, a solução que ocorre cada vez que este jogo ocorre, é que quer A quer B escolhem confessar, resultando numa sentença de 7 anos para cada um. Pode parecer um bocado contra intuitivo… por que razão iriam os jogadores escolher confessar, uma escolha claramente pior a ambos estarem calados e serem condenados a apenas 2 anos de prisão cada? Não é apenas isto, em termos do número total de anos em prisão, este é o pior resultado possível!
O payoff esperado para o jogo, isto é, a quantidade média de benefícios que a estratégia trará, é melhor caso A confesse: 3,5 anos de prisão por confessar versus 6 anos por ficar em silêncio.
Então, duma perspectiva racional, é preferível que A confesse em vez de ficar calado. Para mais, A fica sempre melhor se confessar, independentemente do que quer que B faça.
Se B confessar, A tanto pode ter 7 anos de prisão se também confessar, ou 10 anos se ficar em silêncio; se B ficar calado, A tanto pode ter 0 anos de prisão se confessar ou 2 anos por ficar calado.
Infelizmente para A, o mesmo é válido para B, que também ficará melhor se confessar.
Isto quer dizer que se ambos fizerem o que é melhor para os seus interesses, ficarão 7 anos na prisão! Este exemplo demonstra que, em muitos jogos, a “melhor” solução (aquela na qual o resultado é mais elevado) não é aquela que vai acontecer no final.
O minimax é um método usado em teoria da decisão para minimizar a perda máxima possível, ou, alternativamente, pode ser pensado como a maximização do ganho mínimo. Primeiramente, começou por se aplicar um jogo de soma zero em teoria de jogos, abrangendo as situações nas quais os jogadores fazem jogadas alternadas e simultâneas, tendo sido depois expandido a jogos mais complexos e à tomada de decisões na presença de incerteza.
Uma versão simples deste algoritmo lida com jogos como o jogo da pedra, nos quais um jogador pode perder, empatar ou ganhar. Se o jogador A pode ganhar numa jogada apenas, a sua melhor jogada é essa. Se o jogador B sabe que uma determinada jogada levará a que o jogador A possa ganhar numa jogada, enquanto que outra levará a que o jogador A possa no máximo, empatar, a sua melhor jogada será essa. Com o avanço do jogo, torna-se fácil ver qual é a melhor jogada. O algoritmo minimax ajuda a encontrar a melhor jogada, começando do fim para o início do jogo; em cada passo assume-se que o jogador A está a tentar maximizar as suas chances de ganhar (Max), enquanto que por seu lado o jogador B está a tentar minimizar as chances de A ganhar (Min).
Von Neumann é considerado o pai da teoria de jogos em parte devido à demonstração do teorema minimax, em 1926. Este teorema constata que todo o jogo de duas pessoas, de soma nula e finito, tem estratégias mistas óptimas  e estabelece uma solução racional para um conflito (jogo) definido com exactidão, no qual ambas as partes estão convictas de que não podem escolher nenhuma estratégia melhor para alcançar o seu objectivo, devido à própria natureza do conflito. Este teorema aplica-se a vários jogos de entretenimento, desde os mais triviais, como o “par ou ímpar” ou quatro em linha, até aos mais complexos, como o xadrez. Von Neumann demonstrou que para este tipo de jogos há sempre uma forma “correcta” ou “óptima” de os jogar. Para qualquer jogo de duas pessoas com soma zero, o valor minimax é sempre maior ou igual ao valor maximin. Quando esses valores são iguais, as estratégias escolhidas são chamadas estratégias óptimas, e nenhum jogador mudará a sua estratégia, pois isso implicaria um resultado pior, caso o outro jogador mantenha a sua estratégia.
Apesar de a teoria de jogos ter sido estudada por von Neumann por um longo período de tempo, há uma diferença na maneira como o tema é abordado no seu artigo de 1928 e no trabalho realizado com Morgenstern. Tendo em conta o seu primeiro artigo, nota-se que o seu principal objectivo era o teorema Minimax. Contudo, sabe-se que, ainda antes de 1927, sugeriu a Dénes König a aplicação de um resultado teórico-gráfico de modo a provar que um jogo com uma regra de paragem era finito, e, a partir desse mesmo artigo de König, sabe-se que corrigiu um erro na prova de Zermelo de que o xadrez era um jogo de estratégia pura. Um artigo de Kalmar também nos informa que, na mesma altura, von Neumann formulou e provou a solução minimax para estratégias puras em jogos de informação perfeita. A classe de jogos normalizada no artigo de 1928 restringe-se aos jogos finitos em que um jogador, quando tem de fazer uma escolha, ou sabe tudo ou não sabe nada sobre as escolhas anteriores.
Sob a influência de Morgenstern, a classe particular atrás referida foi alargada através de uma nova formulação em termos da partição das jogadas, passando a incluir jogos que poderiam apenas ter uma informação parcial sobre as escolhas anteriormente feitas. Neste seu trabalho, conseguiram encontrar uma teoria exacta para o “blefe” praticado no poker, que reduzia o “blefe” a uma actividade racional, e estabelecia, no geral, probabilidades de acordo com as quais o “blefe” deveria ser utilizado em cada oportunidade. Uma característica técnica importante no trabalho de von Neumann sobre o pôquer foi a determinação de soluções minimax através do uso de estratégias agora conhecidas como estratégias comportamentais.
Com o teorema minimax, von Neumann conseguiu provar que é possível encontrar a melhor estratégia que maximiza potenciais ganhos ou que minimiza potenciais perdas. Contudo, a solução encontrada por von Neumann está limitada a jogos de soma zero, que não correspondem à maior parte dos conflitos de interesse em situações económicas e sociais, tal como observou a mente brilhante de John Nash. Nash provou que, desde que possam existir estratégias mistas, num jogo com um número arbitrário de jogadores existe pelo menos um ponto de equilíbrio, generalizando a aplicação da teoria de jogos proposta por von Neumann.

## Economia
Von Neumann estava interessado em mostrar que a matemática podia ser uma ferramenta com diversas aplicações, mesmo em campos que não eram fáceis de formalizar matematicamente. Tal pode explicar as importantes contribuições dele para a economia, uma vez que o seu trabalho reflecte mais uma crença de que a matemática podia ter um papel importante na ciência e sociedade do que um interesse por assuntos económicos. As suas duas maiores contribuições nesta área foram o Modelo Geral de Equilíbrio Económico, mais comummente referido como modelo de uma economia em expansão (MEE), e a teoria de jogos e comportamento económico (na qual trabalhou juntamente com Oskar Morgenstern).
Ainda jovem, na década de 20, von Neumann demonstrou interesse em estudar economia num seminário em Berlim e a Nicholas Kaldor . Os seus primeiros trabalhos escritos em economia teórica surgiram nos anos 30, e em 1932, enquanto dividia o seu tempo entre Berlim e a América, apresentou um modelo económico num seminário de matemática em Princeton. O texto, intitulado Sobre certas equações da economia e uma generalização do teorema do ponto fixo de Brouwer foi publicado em 1937 como parte dos trabalhos do colóquio de Karl Menger em Viena; dois anos depois, von Neumann enviou uma cópia do seu artigo a Kaldor, então presidente do comité editorial da Review of Economic Studies, que decidiu que o artigo merecia uma audiência mais vasta, pelo que o publicou em Outubro de 1945 (a Segunda Guerra Mundial provocou um atraso na publicação) sob o título Um modelo Geral do Equilíbrio Económico.
O modelo de crescimento de von Neumann trabalha com n bens e m processos de produção, com retornos constantes a equilíbrios. A taxa de salários real corresponde às necessidades da vida e todo o excesso de receita é reinvestido. A taxa de salários real é dada e as receitas têm natureza residual. Neste contexto, von Neumann determina como o processo decorre, taxas de juro e preços, e a taxa de crescimento do sistema económico (determinada endogenamente). Para além de provar que uma solução geral de equilíbrio era possível, o maior feito de von Neumann foi a harmonia entre as assumpções do modelo e as diferentes faces da solução. Mais concretamente, ele demonstrou que a taxa de juro é a mesma em toda economia e todo o lucro se expande à mesma taxa.
O modelo de von Neumann dá particular atenção aos aspectos circulares do processo de produção, e uma das suas inovações foi a eliminação da distinção entre factores primários e outputs, o que significa que não há factores “originais” (como o trabalho) como na teoria tradicional. O “trabalho” deixa de ser um factor primário, e é agora um factor de produção, uma vez que os trabalhadores usam produtos para poderem produzir outros produtos.
Na procura da solução de equilíbrio, a matemática provou ser essencial: o uso do teorema do ponto fixo de Brouwer ajudou von Neumann a provar a existência de um equilíbrio na taxa de crescimento dinâmica. A solução do problema económico é arranjada de modo a que todos os bens sejam produzidos ao mínimo custo possível, na maior quantidade possível. De acordo com o modelo de von Neumann, o máximo crescimento implica a existência de um equilíbrio dinâmico, nomeadamente a existência de um ponto de sela de uma função que relacione o input e o output.
Quando foi apresentado, o MEE provocou grande agitação entre os economistas, e várias objecções foram levantadas (a maioria devido a interpretações incorrectas): alguns diziam que ele favorecia uma economia esclavagista, outros criticavam a premissa de que uma actividade acaba quando não ganha a taxa de lucro do mercado. Críticas à parte, a maior limitação do MEE era o seu carácter não-monetário, pois não era possível determinar os efeitos das acções dos principais banqueiros em superexpandir ou super-restringir o dinheiro. Apesar destes problemas, o MEE teve um enorme impacto na economia: aumentou as ferramentas matemáticas dos economistas, acrescentando coisas como a teoria de conjuntos convexos ou a programação matemática; permitiu uma melhor compreensão das diferenças entre planeamento económico e os efeitos do mercado livre e ajudou o desenvolvimento de modelos dinâmicos sobre o crescimento económico.
A base do trabalho de von Neumann ainda não está totalmente esclarecida. Parece haver uma ligação entre o seu trabalho e o de economistas vienenses nos anos 30, sugerida pela própria história, uma vez que o seu trabalho é visto como parte do grupo de equilíbrio geral associado ao Menger Colloquium, cujos membros trabalhavam no problema de existência de uma solução de equilíbrio para o modelo de Walras-Cassel (modelo de equilíbrio geral no qual os indivíduos pedem bens e oferecem elementos, e as empresas pedem elementos e produzem bens de maneira constante. O equilíbrio geral define-se como um conjunto de preços de factores e outputs tais que as quantidades pedidas e oferecidas em cada mercado são iguais, garantindo a competição que o preço iguale o custo de produção em cada processo de produção e curso).
O modelo de MEE de von Neumann também inclui várias vertentes consideradas importantes pelos economistas vienenses: o uso de desigualdades em vez que equações, preço zero para bens em excesso de oferta e a ênfase no equilíbrio a longo prazo sem lucro.
Alguns economistas defendem que o modelo de von Neumann se baseia na tradição clássica de pensamento económico: para eles, tal é evidente atendendo a aspectos tais como as ideias de que a natureza do processo de produção é circular e de uma economia que se expande uniformemente, sendo a taxa de expansão determinada endogenamente; a dualidade das variáveis monetárias e técnicas ou a maneira como a regra dos bens livres foi aplicada aos factores primários de produção e aos bens.
Numa primeira abordagem, a “interpretação clássica” do modelo de crescimento de von Neumann representava uma perspectiva totalmente diferente do dominante ponto de vista neoclássico. Contudo, rapidamente surgiram argumentos a favor, por parte de economistas como David Gawen Champernowne, Richard Goodwin ou Nicholas Kaldor.

## Citações
- Em matemática não percebemos coisas. Apenas nos habituamos a elas. (in G. Zukav The dancing Wu Li masters)
- O facto mais característico acerca da matemática é, na minha opinião, a sua relação peculiar com as ciências naturais, ou mais geralmente, com qualquer ciência que interprete experiências a um nível superior ao meramente descritivo.
- De uma maneira geral é uniformemente verdade que na matemática há um lapso de tempo entre a descoberta matemática e o momento em que se torna útil; e que esse lapso pode ser qualquer entre 30 e 100 anos, em alguns casos ainda mais; e que todo o sistema parece funcionar sem qualquer direcção, sem qualquer referência à utilidade e sem qualquer desejo de fazer coisas que sejam úteis.
- Quem quer que seja que considere métodos aritméticos para produzir números aleatórios está, claro, num estado de pecado. (in D. MacHale, Comic Sections. (Dublin, 1993))
- Existe um conjunto infinito A que não é demasiado grande.
- Todos os processos estáveis conseguiremos prever. Todos os processos instáveis conseguiremos controlar!
- As ciências não tentam explicar, elas dificilmente tentam interpretar, elas fazem principalmente modelos. Por um modelo entende-se uma construção matemática que, juntamente com certas interpretações verbais, descreve um fenómeno observado. A justificação de tal construção matemática é só e precisamente que se espera que funcione.
- Podia parecer que chegamos ao limite do que era possível alcançar com a tecnologia dos computadores, contudo, uma pessoa deveria ser cuidadosa com tais afirmações, pois tendem a soar muito tontas em 5 anos. (dito em 1949)
- Não há sentido em ser preciso quando não se sabe de que se está a falar.

## Trabalhos selecionados
Coleções de trabalhos publicados de von Neumann podem ser encontradas em zbMATH e Google Scholar. Uma lista de seus trabalhos conhecidos a partir de 1995 pode ser encontrada no The Neumann Compendium.

### Livros de autoria / coautoria
- 1932. Mathematical Foundations of Quantum Mechanics: New Edition, Wheeler, N. A., Ed., Beyer, R. T., Trans., Princeton University Press, online. 2018
- 1937. Continuous Geometry, Halperin, I., Preface, Princeton Landmarks in Mathematics and Physics, Princeton University Press, online - archive.org. 2016
- 1937. Continuous Geometries with a Transition Probability, Halperin, I., Preface, Memoirs of the American Mathematical Society Vol. 34, No. 252, 1981
- 1941. Invariant Measures. American Mathematical Society. 1999
- 1944. Theory of Games and Economic Behavior, com Morgenstern, O., Princeton University Press, online - archive.org or here. 2007
- 1950. Functional Operators, Volume 1: Measures and Integrals. Annals of Mathematics Studies 21, online - archive.org. 2016
- 1951. Functional Operators, Volume 2: The Geometry of Orthogonal Spaces. Annals of Mathematics Studies 22, online - archive.org. 2016
- 1958. The Computer and the Brain, Kurzweil, R. Preface, The Silliman Memorial Lectures Series, Yale University Press, online - archive.org online (2). 2012
- 1966. Theory of Self-Reproducing Automata, Burks, A. W., Ed., University of Illinois Press.

### Artigos acadêmicos
- 1923. On the introduction of transfinite numbers, (em alemão), Acta Szeged, 1:199-208.
- 1925. An axiomatization of set theory, (em alemão), J. f. Math., 154:219-240.
- 1926. On the Prüfer theory of ideal numbers, (em alemão), Acta Szeged, 2:193-227.
- 1927. On Hilbert's proof theory, (em alemão), Math. Zschr., 26:1-46.
- 1929. General eigenvalue theory of Hermitian functional operators, (em alemão), Math. Ann., 102:49-131.
- 1932. Proof of the Quasi-Ergodic Hypothesis, Proc. Nat. Acad. Sci., 18:70-82.
- 1932. Physical Applications of the Ergodic Hypothesis, Proc. Nat. Acad. Sci., 18:263-266.
- 1932. On the operator method in classical mechanics, (em alemão), Ann. Math., 33:587-642.
- 1934. On an Algebraic Generalization of the Quantum Mechanical Formalism, com P. Jordan and E. Wigner, Ann. Math., 35:29-64.
- 1936. On Rings of Operators, com F. J. Murray, Ann. Math., 37:116-229.
- 1936. On an Algebraic Generalization of the Quantum Mechanical Formalism (Part I), Mat. Sborn., 1:415-484.
- 1936. The Logic of Quantum Mechanics, com G. Birkhoff, Ann. Math., 37:823-843.
- 1936. Continuous Geometry, Proc. Nat. Acad. Sci., 22:92-100.
- 1936. Examples of Continuous Geometries, Proc. Nat. Acad. Sci., 22:101-108.
- 1936. On Regular Rings, Proc. Nat. Acad. Sci., 22:707-713.
- 1937. On Rings of Operators, II, com F. J. Murray, Trans. Amer. Math. Soc., 41:208-248.
- 1937. Continuous Rings and Their Arithmetics, Proc. Nat. Acad. Sci., 23:341-349.
- 1938. On Infinite Direct Products, Compos. Math., 6:1-77.
- 1940. On Rings of Operators, III, Ann. Math., 41:94-161.
- 1942. Operator Methods in Classical Mechanics, II, com P. R. Halmos, Ann. Math., 43:332-350.
- 1943. On Rings of Operators, IV, com F. J. Murray, Ann. Math., 44:716-808.
- 1945. A Model of General Economic Equilibrium, Rev. Econ. Studies, 13:1-9.
- 1945. First Draft of a Report on the EDVAC, Relatório preparado para o Departamento de Artilharia do Exército dos EUA e a Universidade da Pensilvânia, sob o Contrato W670-ORD-4926, 30 de junho, Summary Report No. 2, ed. por J. P. Eckert, J. W. Mauchly and S. R. Warren, July 10. [O original datilografado deste relatório foi reeditado por M. D. Godrey: IEEE Ann. Hist. Comp., Vol 15, No. 4, 1993, 27-75].
- 1947. Numerical Inverting of Matrices of High Order, com H. H. Goldstine, Bull. Amer. Math. Soc., 53:1021-1099.
- 1948. The General and Logical Theory of Automata, in Cerebral Mechanisms in Behavior - The Hixon Symposium, Jeffress, L.A. ed., John Wiley & Sons, New York, N. Y, 1951, pp. 1–31, MR0045446.
- 1949. On Rings of Operators. Reduction Theory, Ann. Math., 50:401-485.
- 1950. A Method for the Numerical Calculation of Hydrodynamic Shocks, com R. D. Richtmyer, J. Appl. Phys., 21:232-237.
- 1950. Numerical Integration of the Barotropic Vorticity Equation, com J. G. Charney and R. Fjörtoft, Tellus, 2:237-254.
- 1951. A spectral theory for general operators of a unitary space, (em alemão), Math. Nachr., 4:258-281.
- 1951. Discussion on the Existence and Uniqueness or Multiplicity of Solutions of the Aerodynamical Equations, Capítulo 10 de Problems of Cosmical Aerodynamics, Procedimentos do Simpósio sobre o Movimento de Massas Gasosas de Dimensões Cósmicas realizado em Paris, 16-19 de agosto de 1949.
- 1951. Various Techniques Used in Connection with Random Digits, capítulo 13 de "Proceedings of Symposium on 'Monte Carlo Method'", 1949 - Los Angeles
- 1956. Probabilistic Logics and the Synthesis of Reliable Organisms from Unreliable Components, Janeiro de 1952, Calif. Inst. of Tech., Notas de palestras feitas por RS Pierce e revisadas pelo autor, Automata Studies , ed. por C. E. Shannon e J. McCarthy , Princeton University Press, 43–98.

### Artigos populares
- 1947. The Mathematician, The Works of the Mind. ed. por R. B. Heywood, University of Chicago Press, 180–196.
- 1951. The Future of High-Speed Computing, Resumo de um discurso no Seminário IBM sobre Computação Científica, novembro de 1949, Proc. Comp. Sem. , IBM, 13.
- 1954. The Role of Mathematics in the Sciences and in Society. Address at 4th Conference of Association of Princeton Graduate Alumni, Junho, 16–29.
- 1954. The NORC and Problems in High Speed Computing, Address por ocasião da primeira exibição pública da IBM Naval Ordnance Research Calculator, Dez. 2.
- 1955. Method in the Physical Sciences, The Unity of Knowledge, ed. por L. Leary, Doubleday, 157–164.
- 1955. Can We Survive Technology? Fortune, Junho.
- 1955. Impact of Atomic Energy on the Physical and Chemical Sciences, Speech - M.I.T. Alumni Day Symposium, Junho 13, Summary, Tech. Rev. 15–17.
- 1955. Defense in Atomic War, Paper delivered at a symposium in honor of Dr. R. H. Kent, Dez. 7, 1955, The Scientific Bases of Weapons, Journ. Am. Ordnance Assoc., 21–23.
- 1956. The Impact of Recent Developments in Science on the Economy and on Economics, Partial text of a talk at the National Planning Assoc., Washington, D.C., Dez. 12, 1955, Looking Ahead, 4:11.

### Obras reunidas
- 1963. John von Neumann Collected Works (6 Volume Set), Taub, A. H., editor, Pergamon Press Ltd. 
  - 1961. Volume I: Logic, Theory of Sets and Quantum Mechanics
  - 1961. Volume II: Operators, Ergodic Theory and Almost Periodic Functions in a Group
  - 1961. Volume III: Rings of Operators
  - 1962. Volume IV: Continuous Geometry and other topics
  - 1963. Volume V: Design of Computers, Theory of Automata and Numerical Analysis
  - 1963. Volume VI: Theory of Games, Astrophysics, Hydrodynamics and Meteorology